# Sosípatre d'Atenes
Sosípatre (en grec antic: Σωσίπατρος, llatí: Sosipater) fou un poeta còmic atenès a cavall entre la nova comèdia i la comèdia mitjana.
Només l'esmenta Ateneu de Nàucratis, que reprodueix un fragment llarg de l'obra Καταψευδομένος (Katapseudoménos, 'El calumniador'). Aquest fragment serveix per datar Sosípatre, atès que parla del cuiner Caríades, que en un fragment del poeta Eufró ja és mort; per això, Sosípatre hauria florit poc abans d'Eufró, a final del segle iv aC o començament del iii. A l'Antologia grega hi ha tres poemes sota el nom de Sosípatre, però es tracta d'un error, atès que corresponen a Dioscòrides. Fabricius l'inclou a la Bibliotheca Graeca.